# Penya de Can Duran
La Penya de Can Duran és una muntanya de 212 metres que es troba al municipi d'Olivella, a la comarca del Garraf.